# Toph
 (mars 2017).
Si vous disposez d'ouvrages ou d'articles de référence ou si vous connaissez des sites web de qualité traitant du thème abordé ici, merci de compléter l'article en donnant les références utiles à sa vérifiabilité et en les liant à la section « Notes et références ».
Toph est un personnage de fiction et un des principaux protagonistes de la série animée Avatar, le dernier maître de l'air de Nickelodeon. Toph Bei Fong (北方 托芙) est une fille aveugle de 12 ans issue d'une riche famille de la campagne du Royaume de la Terre. Toph est malgré son jeune âge un des meilleurs Maîtres de la Terre au monde. Elle accompagne l'Avatar Aang pour lui enseigner son art et se joindra à sa quête pour défaire la Nation du Feu et apporter la paix entre les nations.
Devenue vieille femme, Toph aura également de l'importance dans le livre 4 d'Avatar : La Légende de Korra, suite de la précédente série.

## Histoire
Toph Beifong est un personnage qui apparaît au cours de l'épisode 6 du Livre 2: La Terre.
Elle est la fille unique de la très riche famille Beifong, habitant le Royaume de la Terre et est aveugle de naissance. Lors d'une fugue, elle rencontre les taupes-blaireaux, les maîtres de la Terre originels. En les imitant, Toph apprend la maitrise de la Terre comme personne, et apprend à voir le monde avec beaucoup de précision à travers son art. Elle se sert de ses pieds, et de ses autres sens pour percevoir ses environnements et les mouvements autour d'elle. Elle s'entraîne en secret et devient l'une des plus puissantes maitre de la Terre.
Alors que ses parents la surprotègent et la croient complètement infirme, elle décide de prendre part à des tournois de maîtrise de la terre et les remporte haut la main sous son sobriquet : « La fripouille aveugle ».
C'est lors d'un de ces tournois qu'elle rencontre Aang et ses amis. Alors qu'Aang est à la recherche d'un maître de la Terre pour lui enseigner cet art, car son vieil ami et maître de la Terre Bumi est captif de la Nation du Feu, il assiste au tournoi où Toph défend son titre. Aang la défie et la vainc grâce à sa maîtrise de l'Air. Vexée, elle finira par rejoindre le groupe pour enseigner à l'Avatar afin de pouvoir s'éloigner de ses parents.
Les débuts de Toph dans le petit groupe de l'Avatar sont assez turbulents car elle ne s'occupe que d'elle-même, ne conçoit pas la notion de travail d'équipe et s'embrouille rapidement avec Katara. Mais elle finit par s'y habituer et s'intègre finalement au groupe.
Au travers de ses aventures avec Aang, elle deviendra encore plus forte qu'elle ne l'était auparavant, ayant de fait de très nombreuses occasions de se battre et de développer ses pouvoirs. La consécration viendra quand, capturée sur ordre de ses parents, elle découvre la maîtrise du Métal, dérivé de la Terre. Elle est la première à accomplir cet exploit.
Entre les événements d'Avatar, le dernier Maître de l'Air et ceux de la suite en série animée La légende de Korra, elle devient, après ses aventures la fondatrice et chef de la police de Cité de la République, apprenant la maîtrise du métal à des maîtres de la terre qui deviennent policiers de la nouvelles République. Elle aura deux filles, Lin et Suyin, également maîtres du métal, Lin succédant au poste de sa mère lorsque celle-ci se retire. Elle y apparaît dans plusieurs épisodes en tant que personnage secondaire.

## Personnalité
La personnalité de Toph se caractérise notamment par son franc-parler, son sarcasme, son indépendance et son pragmatisme. Son comportement est plutôt vulgaire, pour montrer son opposition avec son enfance dans la haute société, et elle ne prend pas soin de son apparence, car elle est aveugle. Son côté "garçon manqué" assumé amène à des moqueries par des étrangers auxquelles Toph est sensible. Cependant, sa loyauté, son amitié et son sens du devoir font d'elle une alliée de poids qui l'amène à participer à la défaite du Seigneur de la Nation du Feu Ozai avec Aang, mettant fin à la guerre de cent ans.

## Informations diverses
Toph pourrait être un nom dérivé du mot Tough en anglais qui veut dire fort et résistant à la fois.
Toph ainsi que tous les membres de sa famille sont presque les seuls personnages à posséder un nom de famille (une des amies d'Azula est nommée Ty Lee, et la femme de Ba Sing Se s'appelle Joo Dee).